# 박동명 충신각
박동명 충신각은 충청북도 청주시 흥덕구에 있다. 2016년 3월 18일 청주시의 향토유적 제147호로 지정되었다.

## 개요
임진왜란 때 부친인 박춘무 의병진에서 청주성 탈환에 기여했으며, 병자호란때에 의병을 이끌고 청군과 싸우다 전사한 인물의 공적을 기리기 위해 세운 정려각이다.